# 上官皇后
上官皇后（じょうかんこうごう）は、前漢の昭帝の皇后。父は車騎将軍上官安、父方の祖父は左将軍上官桀。母方の祖父は大将軍霍光。

## 略歴
昭帝は幼くして即位し、姉の鄂邑公主が養育していた。鄂邑公主は周陽氏の娘を昭帝の配偶者にしようとしたが、当時権力を握る上官桀の子の上官安は自分と霍光の娘とのあいだに生まれた子を嫁がせようと考えた。同じく権力を握る霍光に相談したところまだ幼いとの理由で許されなかったが、上官安は鄂邑公主が寵愛する丁外人を通じて鄂邑公主を説得した。始元4年（前83年）、上官安の娘を後宮に入れるよう詔が出され、上官安の娘は婕妤となり、上官安は騎都尉となった。同年3月、上官安の娘はわずか6歳にして皇后に立てられ、上官安は車騎将軍となった。翌年には皇后の父であることを理由に列侯（桑楽侯）に封じられた。
その後、上官安は皇帝を「我が婿」と称したり、継母や父の側室と淫乱な行いをするなど、驕慢で淫乱となっていった。また、丁外人のための官位を霍光に求めたが断られたことなどから霍光との関係が悪化した。元鳳元年（前80年）、上官桀・上官安父子は鄂邑公主、皇帝になれなかったことから不満のあった昭帝の兄の燕王劉旦などと結んで霍光を討ち、更に燕王劉旦をも殺して昭帝を廃して上官桀を皇帝に立てようと企んだ。しかし陰謀は発覚し、上官安と上官桀は殺された。
上官皇后は幼少で陰謀に関与はしておらず、また霍光にとっても孫であることから廃立されなかった。皇后は奴婢を置いて上官桀・上官安の墓を守らせた。
霍光は上官皇后が昭帝の寵愛を一身に受けて後嗣を儲けるよう願った。そこで昭帝の左右に仕える者や医師は霍光におもねって、昭帝に後宮への立ち入りを控えるよう進言したり、宮女たちには胡服（ズボン）のような衣装を着せて間違っても帝の手がつかないようにした。
元平元年（前74年）に昭帝が突然崩じた時、上官皇后はまだ15歳だった。昭帝に男子は無く、昌邑王劉賀が迎えられて皇帝に即き、上官皇后は皇太后となった。しかし劉賀の愚鈍と乱行は眼を覆うばかりだったので、霍光以下の大臣は上官皇太后に劉賀を廃すべきことを上奏、皇太后の名の下に劉賀は廃位され、代わりに劉病已（宣帝）が立てられた。
宣帝が即位すると上官皇太后は太皇太后となった。上官皇太后は霍光の子の霍禹ら母の一族霍氏が反乱を企み誅殺された後も地位を失わず、建昭2年（前37年）、52歳で死亡し、昭帝の平陵に合葬された。

## 登場作品
テレビドラマ
- 『クィーンズ 長安、後宮の乱』（2008年、中国、演：謝芳（中国語版））
- 『雲中歌 〜愛を奏でる〜』（2013年、中国、演：マオ・シャオトン）